# 최진영 (소설가)
최진영(崔眞英, 1981년 ~ )은 대한민국의 소설가이다.

## 생애
1981년 서울시에서 태어났고, 몇 달 지나지 않아 외가가 있는 경상북도 영주시 풍기읍으로 이사했다. 뒤이어 강원도 태백시, 경기도 평택시 등 여러 지역을 오가며 어린 시절을 보냈다. 때문에 작가는 '유년기에 이사를 자주 다녀서 어딜 가도 내 집, 내 고향 같았다'고 이야기한다. 학창 시절부터 글을 썼고, 대학 졸업 후 소설을 쓰자고 마음먹었다.

## 저서

### 장편소설
- 《당신 옆을 스쳐간 그 소녀의 이름은》 (한겨레출판사, 2010년, 2022년)
- 《끝나지 않는 노래》 (한겨레출판사, 2011년)
- 《나는 왜 죽지 않았는가》 (실천문학사, 2013년)
- 《구의 증명》 (은행나무, 2015년, 2023년)
- 《해가 지는 곳으로》 (민음사, 2017년)
- 《이제야 언니에게》 (창비, 2019년)
- 《내가 되는 꿈》 (현대문학, 2021년)
- 《단 한 사람》 (한겨레출판사, 2023년)
- 《원도》 (한겨레출판사, 2024년)

### 단편소설
- 《비상문》 (미메시스, 2018년)
- 《오로라》 (위즈덤하우스, 2024년)

### 소설집
- 《팽이》 (창비, 2013년)
- 《겨울방학》 (민음사, 2019년)
- 《일주일》 (자음과 모음, 2021년)
- 《쓰게 될 것》 (안온북스, 2024년)

### 산문집
- 《어떤 비밀》 (난다, 2024년)

### 공동저서
- 《포맷하시겠습니까 - 꿈꿀 수 없는 사회에 대한 여덟 가지 이야기》 (한겨레출판사, 2012년)
- 《한밤의 산행 - 테마 소설집》 (한겨레출판사, 2014년)
- 《내가 태어나서 가장 먼저 배운 말 - 테마 소설집》 (한겨레출판사, 2015년)
- 《너의 빛나는 그 눈이 말하는 것은 - 신동엽 50주기 기념 신동엽문학상 역대 수상자 신작소설집》 (창비, 2019년)
- 《몬스터 : 한낮의 그림자》 (한겨레출판사, 2020년)
- 《사라지는 건 여자들뿐이거든요》 (은행나무, 2020년)
- 《시스터후드 - The 짧은 소설》 (민음사, 2020년)
- 《그래서 우리는 사랑을 하지 - YA 퀴어 로맨스 단편집》 (돌베개, 2021년)
- 《장래 희망은 함박눈》 (다림, 2021년)
- 《가족이란 이름을 한 꺼풀 벗겨 내면》 (민음사, 2022년)
- 《우리는 천천히 오래오래》 (작가정신, 2022년)
- 《아무도 없는 곳에서, 모두가 있는 곳으로》 (픽션들, 2023년)